# 莱齐耶三世
莱齐耶三世（英語：Letsie III，1963年7月17日—）是莱索托現任国王。1990年其父莫舒舒二世被迫流亡海外之後，他繼承了王位。1995年，他遜位給父親，翌年其父在車禍中去世後，他復辟成為國王。作为君主立宪制国家的君主，他只行使礼节性的职权。

## 生平
莱齐耶三世出生于1963年7月17日，为已故前国王莫舒舒二世的长子。
1968年到1972年，其童年於马塞卢的Iketsetseng私立小学完成五年学业。1973年，赴英国就读一所罗马天主教学校。1977年，在安普利弗斯学院就读高中。
1980至1984年，回国并进入莱索托国立大学就读，获法学以及文学的学士学位。1984年又赴英国布里斯托尔大学学习英国法律，毕业后又进入剑桥大学和伦敦大学进修。
1989年12月16日，回国并被任命为地区最高酋长并在马塞卢市政厅和制宪会议任职。1990年，其父王莫舒舒二世被军政府废黜后流亡国外，同年11月他被拥立为莱索托国王，加冕后称莱齐耶三世。
1992年，父王莫舒舒二世结束流亡生活回国，一直寻求恢复自己的王位。莱齐耶三世也愿其父重获王位，以使国家摆脱混乱局面。1994年8月，其拥兵解散了议会和民选政府，为其父重登王位铺平了道路。
1995年1月，让出王位，其父重新登基。但翌年的1996年1月，其父莫舒舒二世便於一起车祸中丧生，同年2月7日莱齐耶三世重新登基，於10月31日加冕。

## 家庭
- 父：莫舒舒二世
- 母：马莫哈托王后（英语：Queen Mamohato of Lesotho）
- 妻：玛塞纳蒂·莫哈托·塞伊索王后（英语：Queen 'Masenate Mohato Seeiso）
- 子女：
  - 莱罗托利·塞伊索王子，现为王储[2]
  - 塞纳蒂·塞伊索公主（英语：Princess Senate Seeiso）
  - 'M'aSeeiso公主

## 皇室旗帜

莱索托皇室旗 1966-1987.
莱索托皇室旗 1987-2006.
莱索托皇室旗 2006.10.04-现在